# Huacong
Huacong (kinesiska: 花丛镇, 花丛) är en köping i Kina. Den ligger i provinsen Sichuan, i den sydvästra delen av landet, omkring 260 kilometer nordost om provinshuvudstaden Chengdu. Antalet invånare är 26 817. Befolkningen består av 13 472 kvinnor och 13 345 män. Barn under 15 år utgör 18,0 %, vuxna 15-64 år 66 %, och äldre över 65 år 14,0 %.
Genomsnittlig årsnederbörd är 1 503 millimeter. Den regnigaste månaden är juli, med i genomsnitt 297 mm nederbörd, och den torraste är december, med 7 mm nederbörd.